# Democracia direta

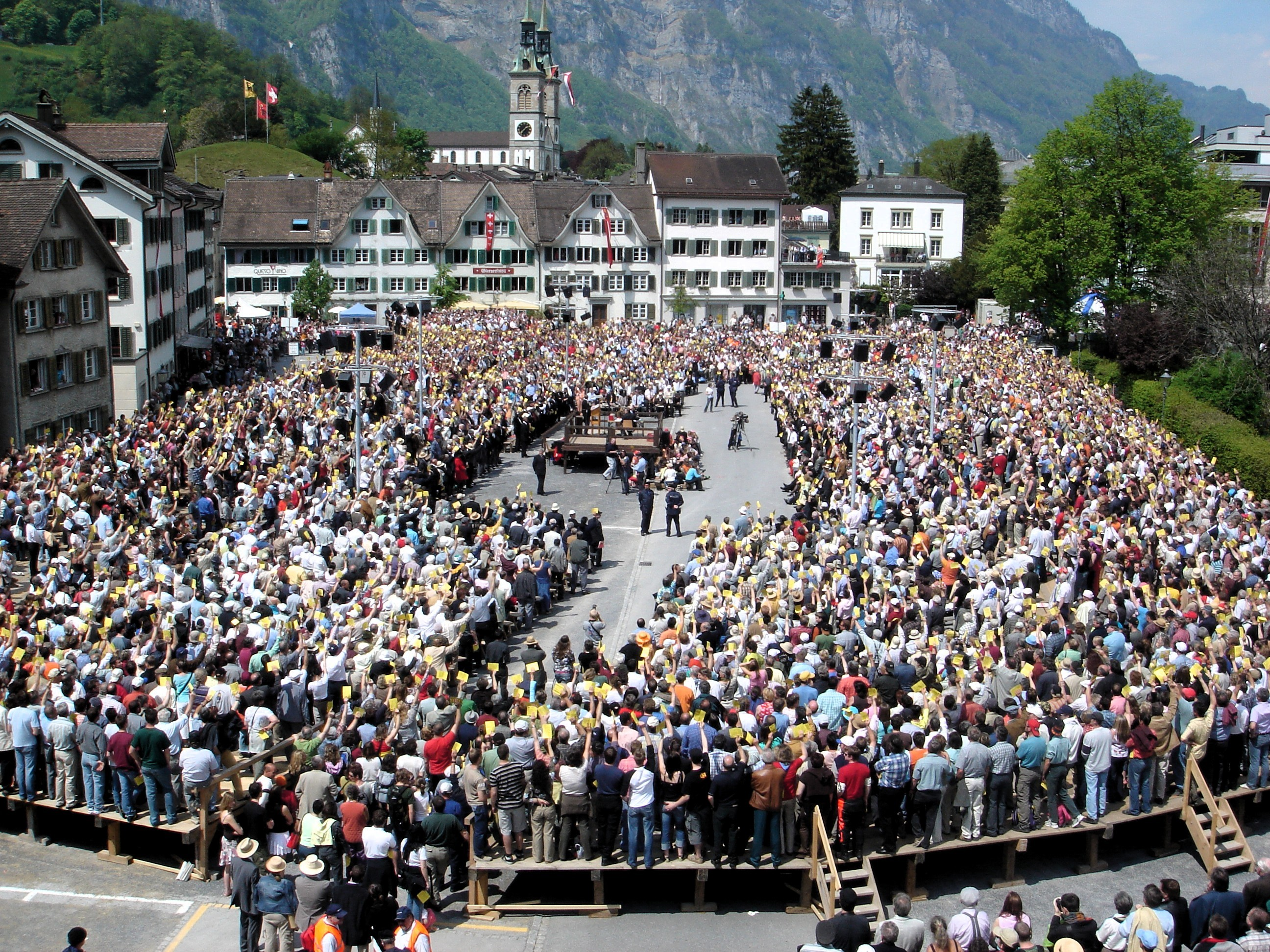
Uma assembleia cantonal (Landsgemeinde em alemão), no cantão de Glarus, na Suíça, 7 de maio de 2006.

Uma democracia direta é qualquer forma de organização na qual todos os cidadãos podem participar diretamente no processo de tomada de decisões. As primeiras democracias da antiguidade foram democracias diretas. O exemplo mais marcante das primeiras democracias diretas é a de Atenas (e de outras cidades gregas), nas quais o povo se reunia nas praças e ali tomava decisões políticas. Na Grécia antiga o "povo" era composto por pessoas com título de cidadão ateniense. Porém, mulheres, escravos e mestiços não tinham direito a esse título, exclusivo para homens que fossem filhos e netos de atenienses. No mundo atual o sistema que mais se aproxima dos ideais da democracia direta é a democracia semidireta da Suíça.

## Democracia indireta vs. democracia direta e democracia semidireta
Em um sistema de democracia indireta (ou democracia representativa), os cidadãos elegem representantes, os quais serão responsáveis pela tomada de decisões em seu nome. Este é o processo mais comum de tomada de decisão nos governos democráticos, e por isto é também chamado de mandato político.
Já em regime de democracia direta, os cidadãos não delegam o seu poder de decisão. As decisões são tomadas através de assembleias gerais. Se por acaso precisam de um representante, este só recebe os poderes que a assembleia quiser dar-lhe, os quais podem ser revogados a qualquer momento. Assim, na democracia direta, o poder do representante se assemelha ao que é conferido por um mandato comercial.
Democracia direta pura, como tal, atualmente não existe em nenhum país do mundo a nível nacional. Existe hoje em dia apenas para decisões de caráter estritamente local ou paroquial em alguns cantões da Suíça (Glarus e Appenzell Innerrhoden), e na cidade sueca de Vallentuna.
Por definição, a própria forma de democracia direta a ser implementada em um país deve ser escolhida com ampla participação popular, seja através de plebiscitos e/ou referendos, assembleias populares e congresso geral do povo, governo 2.0 (plataformas digitais colaborativas que podem ser utilizadas para elaboração de leis), etc.
Entretanto, o termo democracia direta também é usado para descrever sistemas mistos, onde democracia direta e indireta coexistem; seu nome mais correto seria democracia semidireta. Nesses sistemas de democracia semidireta, além da existência de representantes eleitos que tomam a maior parte das decisões em nome dos cidadãos, estes também têm a oportunidade de influenciá-las através de iniciativas populares, plebiscitos e referendos (ratificação de decisões de representantes). A Suíça, por exemplo, se considera oficialmente uma "democracia semidireta", com o sistema representativo e de referendos e plebiscitos coexistindo; somente no cantão de Glarus e no semicantão Appenzell Innerrhoden a democracia é praticamente direta, com o Povo se reunindo ao ar livre no vilarejo para tomar decisões.
Mais da metade dos referendos realizados a nível nacional entre 1900 e 1993 — 52% — tiveram lugar na Suíça.
Outra forma de análise conceitua todas as democracias como diretas pois todo o poder emana do povo que o exerce diretamente com uma delegação condicionada a representantes (na suposição que os representantes cumprirão os seus programas pré-eleitorais pactuados com o cidadão, podendo o não cumprimento resultar em cassação de mandato através de ação na justiça) ou diretamente sem delegação condicionada.

## Poderes básicos
1. Representação: o representante não tem poder de decisão. A assembleia manda, o representante obedece.
2. Voto: a discussão em assembleia sempre busca o consenso. Decisões são ratificadas por chamadas ao voto. Caso haja uma polêmica onde o consenso não seja possível, então pode-se fazer uma chamada de votos. Neste caso, a maioria vence (por exemplo, uma maioria de 50% mais 1).
3. Bloqueio: num sistema de democracia direta, procura-se preservar a opinião da minoria através deste recurso. Caso a decisão da maioria seja intolerável, a minoria pode manifestar um bloqueio (ou veto). Dependendo do sistema usado, este pode impedir que a decisão seja levada a cabo, ou então obriga a uma segunda votação. Neste último caso, a maioria teria que modificar sua proposta, de forma que um número maior de cidadãos votem a seu favor (por exemplo, uma maioria de 2/3).
4. Plebiscito: proposição levada diretamente para decisão do eleitor.
5. Referendo: proposição aprovada indiretamente por representantes e levada ao eleitor para confirmação ou rejeição.
6. Plebiscito de Destituição (Recall): o mandato de um representante legalmente eleito é ressubmetido à votação direta dos eleitores, que decidem pela manutenção, ou cassação, desse mandato.[5]
7. Iniciativa popular: um número mínimo de eleitores apresenta proposição para aprovação direta dos demais eleitores.

## Exemplos do uso da democracia direta
- Em empresas autogestionadas
- Em sindicatos anarcossindicalistas
- Em movimentos sociais, como no movimento antiPoll tax dos anos 1990–1991 no Reino Unido
- A democracia direta foi tentada em diversas Revoluções Comunistas no intuito de suprimir formas mais autoritárias de organização social, e/ou evitar o surgimento destas
- As experiências oriundas do Brasil, como o Plebiscito sobre a forma e o sistema de governo, referendo do desarmamento, ou mais especificamente a implantação em Porto Alegre[6] do Orçamento Participativo, em que a democracia direta (assembleias de bairro que no entanto tinham participação limitada a representantes de associações, cabos eleitorais e cidadãos mais ativos) conviveu com a representativa na deliberação sobre os recursos do fundo público (não houve operacionalização de um sistema viável aberto ao voto direto de todos os eleitores); ou o Orçamento Participativo digital de Belo Horizonte, onde uma pequena parte orçamento é colocada a votação direta via Internet do eleitor por região da cidade, onde este pode escolher entre um grupo de obras pré-determinadas pela prefeitura
- Como sistema político vigente na Suíça, desde 1890 (ver abaixo)
- No levante da EZLN no estado de Chiapas, México

Pelo aspecto político, em termos gerais,[carece de fontes?] podemos definir a democracia direta como uma entre seis formas de "governo", a saber:
1. Liberdade sem restrição;
2. Democracia direta com consenso;
3. Democracia direta com domínio da maioria;
4. Democracia delegada;
5. Democracia representativa;
6. Ditadura aberta de uma minoria.

## Democracia semidireta na Suíça
Na Suíça, maioria simples é suficiente nas cidades e estados (chamados cantões ou semicantões (veja Cantões da Suíça). Já em nível nacional, podem ser necessárias "maiorias duplas", cuja intenção seria de confirmação de qualquer lei criada por um cidadão
Maiorias duplas são, primeiramente, a aprovação pela maioria dos votantes e, depois, a maioria dos estados em que a votação teria sido aprovada. Uma lei criada por um cidadão não pode ser aprovada se a maioria das pessoas a aprova, mas não a maioria dos estados. A maioria dupla foi instituída em 1890, copiando-se o modelo vigente no congresso americano, onde os deputados votam representando as pessoas e os senadores, os estados. Aparentemente este método tem sido muito bem-sucedido desde 1890.
Contrastando com o conceito de plebiscitos promovidos por governos para obter suporte a uma política de governo já estabelecida, como no caso das constituições da França e da Áustria (ou mesmo do Brasil), na democracia semidireta da Suíça não compete ao Governo nem ao Parlamento a decisão de submeter qualquer matéria à decisão popular. Em consequência os instrumentos de democracia direta da Suíça são os meios de que o Povo dispõe para se opor, e para controlar, políticas criadas pelo governo e pelos partidos políticos.

### Sistema democrático
Na Suíça o Povo tem a última palavra sobre questões essenciais, num sistema chamado de democracia semidireta. Além do Parlamento, os cidadãos comuns podem participar da elaboração da Constituição e das leis. E os suíços não se abstêm de o fazer. Na Suíça, ao contrário da maioria dos países onde há plebiscitos, não compete ao Governo nem ao Parlamento a decisão de submeter qualquer matéria à decisão popular, mas sim a seu Povo.
Pelo menos quatro vezes por ano os cidadãos suíços recebem um envelope da Confederação Suíça, de seu Cantão ou de sua Comuna e são convocados a opinar sobre assuntos específicos.
Ao contrário das democracias representativas puras, os eleitores suíços podem se manifestar amiúde, se constituindo assim na instância política suprema, e não apenas episódica.
A grande maioria das votações se faz de forma secreta utilizando urnas, ou enviando envelopes fechados pelo correio. Em dois cantões ainda se utiliza o sistema de "assembleia popular" (Landsgemeinde), onde os cidadãos votam em praça pública, erguendo suas mãos.

### Modificação da Constituição
Mediante um abaixo-assinado de cem mil pessoas (cerca de 1,34% da população), o povo suíço pode obrigar o governo a submeter à votação um novo artigo, uma emenda ou uma revisão constitucional.

### Fiscalização e controle do parlamento
Outro instrumento muito importante da democracia semidireta suíça é o referendo, que permite aos cidadãos aceitar ou rejeitar decisões tomadas pelo Parlamento. Algumas leis requerem obrigatoriamente a consulta popular antes de entrarem em vigor; é o que se chama de referendo obrigatório. Em outros casos, os cidadãos que queiram se opor a uma determinada lei aprovada pelo Parlamento na Suíça deverão tentar reunir 50 mil assinaturas (cerca de 0,67% da população), e assim ter direito a convocar um referendo facultativo, que poderá revogar essa lei.
Uma das mais importantes consequências benéficas desse sistema de controle popular do parlamento é que esse, sabendo que uma lei depois de aprovada por ele poderá ser revogada pelo Povo, procura consultar todos os grupos da sociedade que a ela possam se opor, tentando obter um consenso o mais amplo possível antes de aprová-la.
"Como lembram David Butler e Austin Ranney, em muitas oportunidades, na Suíça, os casos mais bem sucedidos do uso referendo são daqueles que não ocorrem (...)".

#### Landsgemeinde
A Landsgemeinde (Assembleia provincial, em alemão) é uma das mais antigas e mais puras formas de democracia direta, pela qual os eleitores se reúnem ao ar livre, e votam erguendo suas mãos. Introduzida no cantão suíço de Uri em 1231, só permanece em vigor, em nível cantonal, no semicantão Appenzell Innerrhoden e no cantão de Glarus. Nas outras localidades os eleitores suíços exprimem sua vontade através das urnas. A Landsgemeinde normalmente ocorre uma vez por ano, na primavera. É nessa ocasião que se elegem os governantes, os juízes e os representantes na câmara alta do parlamento federal. A Landsgemeinde é também o local das votações sobre assuntos cantonais. A contagem de votos é aproximada; ela se baseia mais numa estimativa que na contagem efetiva das mãos erguidas.

## Democracia direta no Canadá
O Canadá tem feito algumas experiências no uso da democracia direta. Uma das mais importantes foi a criação do The Citizens' Assembly on Electoral Reform, um grupo criado pelo governo da Colúmbia Britânica para investigar e propor alterações no sistema de eleições provinciais; em 25 de outubro de 2004 esse grupo propôs a substituição do sistema eleitoral existente First Past the Post (FPTP) pelo sistema Single transferable vote (STV), cuja aprovação foi submetida ao eleitorado em geral, num referendo realizado em 17 de maio de 2005, conjuntamente com as eleições.

### Regras do referendo na Colúmbia Britânica
Na Colúmbia Britânica, para ser considerada aprovada e tornada lei pelo referendo, a proposta teria que passar pela regra da "maioria dupla", ou seja, obter a aprovação de 60% do total votos válidos na província e simultaneamente obter mais de 50% dos votos em pelo menos 48 dos 79 distritos eleitorais; ou seja, vencer por maioria simples em 60% dos distritos.

### Resultados do referendo em BC
A proposta obteve maioria simples em 77 dos 79 distritos eleitorais. Porém o total de votos "sim" válidos, (57,69%) não atingiu o requisito mínimo de 60% para que a proposta se tornasse lei.

### Em Ontário
Processo idêntico foi iniciado pela província de Ontário, em março de 2006, e foi concluído em maio de 2007, com a seguinte recomendação: "Nós, a Assembleia dos Cidadãos Sobre a Reforma Eleitoral, recomendamos uma nova maneira de votar que acreditamos ser apoiada pelas tradições da província e refletir os valores que são importantes para os ontarianos. A Assembleia recomenda que Ontário adote o sistema 'Mixed Member Proportional', especificamente concebido para atender as necessidades de Ontário.” A proposta foi submetida a referendo obrigatório, realizado em 10 de outubro de 2007, tendo sido derrotada por larga margem; a manutenção do atual sistema de votação First Past the Post (FPTP) recebeu 63,1% do total de votos válidos em Ontário, obtendo maioria simples em 102 dos 107 distritos eleitorais.

## Democracia direta na Itália
Na Itália, o projeto Listapartecipata cujo slogan é "O controle do governo nas mãos do Povo (e não só no dia das eleições)" é uma experiência de democracia direta que vem sendo posta em prática, e é similar ao projeto sueco, chamado Demoex — democracia experimental. O Projeto Lista Partecipata permite que um grupo de pessoas se reúna e participe de discussões utilizando internet, telefone ou os correios para eleger um membro como candidato às eleições regionais. Em caso de vitória, o membro da lista eleito é obrigado a seguir as decisões tomadas por todos os membros dentro desse sistema de decisão multicanal, e arriscando-se a ser automaticamente demitido do cargo se não o fizer (veja poder revogatório de mandato). Esse sistema de decisões, chamado Deciadiamo foi criado pela Fundação Telemática Livre, com sede em Roma.
O Movimento per la Democrazia Diretta, cujo lema é Ogni cittadino um membro del Parlamento (Cada cidadão um membro do Parlamento) promove a democracia direta na Itália, e coordena várias iniciativas similares.

## Democracia direta na França
As duas maneiras de democracia, representativa e direta, coexistem na França. Além do sistema representativo tradicional, contam os eleitores franceses com o procedimento referendário previsto no artigo 11 da constituição francesa, à qual foi incluído em 28 de março de 2003, e pelo qual os projetos de deliberação ou de ato relevante da competência de uma coletividade podem, por sua iniciativa, ser submetidos, pela via do referendo, à decisão dos eleitores dessa coletividade.
Enquanto alguns países, como a Suíça e, num menor grau, a Itália, recorrem frequentemente aos referendos, por tradição histórica o uso do referendo é mais raro na França.

## Democracia semidireta em Portugal
Em Portugal há que se considerar dois aspectos: o aspecto nacional e o aspecto local (municipal), uma vez que a organização política portuguesa, ao contrário do que ocorre em outros países, como no Brasil, não reproduz nos diversos níveis de governo o mesmo sistema político.
No plano nacional, Portugal, que é uma república parlamentarista, consagra o referendo de uma forma muito tímida. Múltiplas salvaguardas constitucionais foram incorporadas na atual constituição portuguesa para assegurar que o referendo em Portugal não possa jamais vir a ser usado de maneira delegatória, e foram tantas que acabaram por restringir bastante a operacionalidade de seus referendos; apesar disso já três foram realizados em Portugal com sucesso.
Em Portugal o referendo é um instrumento de democracia semidireta, pelo qual os eleitores são chamados a pronunciarem-se, por sufrágio direto e secreto, em questões que o poder político pretenda resolver mediante ato normativo. É regulado pelo artigo n.° 115 da Constituição da República Portuguesa. A sua convocação é feita pelo Presidente da República sob proposta da Assembleia da República ou do Governo. Está previsto no mesmo artigo que o referendo pode partir de uma iniciativa popular, que apresenta a sua proposta à Assembleia da República, e dependo da sua aceitação é enviada para o Presidente da República que decidirá favoravelmente ou contra a convocação do referendo.
O primeiro referendo português, depois da queda do Estado Novo, realizou-se em 28 de junho de 1998, com a pergunta: “Concorda com a despenalização da interrupção voluntária da gravidez, se realizada, por opção da mulher, nas 10 primeiras semanas, em estabelecimento de saúde legalmente autorizado?”, tendo vencido o "não" (1 356 754 votos, ou 50,07%).
Na esfera exclusivamente local (municipal) Portugal adota certos princípios de democracia direta, muito semelhantes aos adotados na Suíça.

## Democracia direta na Suécia
Na Suécia um partido político local desenvolveu um projeto, denominado Demoex — democracia experimental, que criou a tecnologia de computação e o software para votações através da internet, estando em operação experimental na cidade de Vallentuna, um subúrbio de Estocolmo. Ver Democracia na era digital, abaixo.
No plano nacional dois partidos promovem a plataforma da democracia direta na Suécia: o Direktdemokraterna eo Aktivdemokrati.

## Democracia representativa na América Latina
Na década de 90 consultas populares, referendos, iniciativas da sociedade civil e revogação de leis se tornaram instrumentos ao alcance do público da maioria dos países latino-americanos, com a incorporação em suas constituições de mecanismos de participação direta. Esses mecanismos de participação que já existiam na Colômbia, no Chile e Uruguai se generalizaram nos últimos 15 anos, mas emergem em contextos políticos muito diferentes entre si, e ainda são muitas vezes aplicados de maneira descaracterizada, esporádica e, às vezes, perversa, dizem os especialistas. As experiências – ou a falta delas – na região mostraram uma realidade que é muito diferente da existente na Suíça, onde o emprego mecanismos de democracia direta têm tradição de mais de um século de prática eficiente e exitosa.
"Na América Latina, uma mesma ferramenta pode promover a participação ou a delegação de funções no Poder Executivo", alertou a doutora em ciências sociais a uruguaia Alicia Lissidini, da UNSAM, ao apresentar seu trabalho Democracia direta na América Latina: entre a participação e a delegação.
Em países em que as instituições democráticas não são sólidas, ou são instáveis, como é o caso da maioria dos países da América Latina, se o chefe do Poder Executivo tem o poder de convocar consultas populares, existe um risco de que faça uso "político" dessa convocação, isto é, que se utilize da convocação para fins partidários, ideológicos, autoritários ou autolegitimadores. Nos países de "baixa qualidade democrática", se o alcance desses instrumentos não forem muito bem definidos e delimitados nas suas constituições, existe o risco de que referendos e plebiscitos possam vir a influir negativamente na democracia; um chefe do poder executivo pode tentar convocar um referendo que mire além do tema da consulta, buscando sua autolegitimação política, levando a plebiscito na realidade sua pessoa mais que nada, e pervertendo assim a função dos mecanismos de democracia direta. Há várias maneiras constitucionais de prevenir esses riscos; uma delas é proibir a realização de plebiscitos e referendos em anos eleitorais.
A democracia representativa precisa cuidar de ter sempre a seu alcance meios e modos constitucionais que impeçam seus instrumentos de vir a ser usados, perversamente, para fomentar a democracia delegativa — que é seu exato oposto — o que poderia conduzir, como no passado já conduziu, à criação regimes totalitários.
Em março de 2007 realizou-se, em Buenos Aires, a Conferência Internacional sobre Democracia Direta na América Latina, com a participação de acadêmicos da região e também do Canadá, da Espanha, Itália e Suíça, e da Universidade de Genebra, que foi promovida pela organização intergovernamental IDEA (sigla em inglês do Instituto Internacional para a Democracia e a Assistência Eleitoral) com sede na Suécia. Em maio de 2008, na cidade suíça de Lucerna, se realizará a primeira Conferência Mundial sobre Democracia Direta.

### Argentina
Em 1996 a Argentina regulamentou a "iniciativa cidadã", pela qual o Povo pode apresentar projetos de lei de seu interesse ao Congresso, que deverá submetê-los à votação em no máximo doze meses (curiosamente o dispositivo não prevê sanções ao Congresso, caso não o faça). A lei 24 747 fixou em 1,5% dos eleitores, distribuídos pelo menos por seis distritos eleitorais, o número necessário de assinaturas para essa convocação. Não podem ser propostas emendas constitucionais.
A constituição argentina não contempla a iniciativa popular, nem o veto popular (quer dizer os cidadãos não podem convocar um plebiscito ou referendo para propor uma reforma, ou para derrubar uma lei). Não há o direito "revogatório de mandato"" (recall) a nível nacional.

### Bolívia
Desde 2004, na Bolívia, os cidadãos têm o direito de iniciativa para convocar um referendo de caráter nacional e vinculante, mediante um abaixo-assinado por 6% dos eleitores. Para referendos regionais esse número sobe para 8% dos eleitores, e para referendos municipais, 10%. São excluídos assuntos fiscais, de segurança interna e externa, e da divisão política da república. As resoluções dos referendos se aprovam por maioria simples do eleitorado, e exigem um quórum de no mínimo 50% de participação. Não podem ser realizados no período entre os 120 dias anteriores e os 120 dias posteriores à realização de eleições (quarentena).

### Brasil
A constituição brasileira (1988) prevê, em seu artigo 1º, Parágrafo único, que "Todo o poder emana do povo, que o exerce por meio de representantes eleitos ou diretamente, nos termos desta Constituição".
Além disso, em seu artigo 14 está previsto que "a soberania popular será exercida pelo sufrágio universal e pelo voto direto e secreto, com valor igual para todos, e, nos termos da lei, mediante: I — plebiscito; II — referendo; III — iniciativa popular". A constituição, e a lei que a regulamentou, estabelecem que a iniciativa popular consiste na apresentação de um projeto de lei, subscrita por no mínimo 1% do eleitorado nacional, distribuídos por pelo menos cinco estados, com não menos do que 0,3% dos eleitores de cada um deles. Cabe à Câmara dos Deputados aceitá-lo ou rejeitá-lo, e o projeto deve versar sobre um único tema.
O Congresso Nacional oferece mecanismos de participação popular nas atividades da casa: o e-Democracia, na Câmara dos Deputados, e o Portal e-Cidadania, no Senado Federal. No Portal e-Cidadania, até o início de 2018, sete ideias de cidadão foram transformadas em PLSs ou PECs, entre elas o uso da Cannabis para fins terapêuticos, criminalização da homofobia, redução de impostos dos games fabricados no Brasil e o fim do auxílio moradia.
Atualmente, também já existem institucionalizados diversos outros mecanismos de participação social direta e controle social. O Decreto nº 8/243, de 23 de maio de 2014, organizou essas instâncias e mecanismos da seguinte maneira:
- Conselhos de Políticas Públicas: Instância colegiada temática permanente, instituída por ato normativo, de diálogo entre a sociedade civil e o governo para promover a participação no processo decisório e na gestão de políticas públicas;[24]
- Comissões de políticas públicas: Instância colegiada temática, instituída por ato normativo, criada para o diálogo entre a sociedade civil e o governo em torno de objetivo específico, com prazo de funcionamento vinculado ao cumprimento de suas finalidades;[24]
- Audiências públicas: Mecanismo participativo de caráter presencial, consultivo, aberto a qualquer interessado, com a possibilidade de manifestação oral dos participantes, cujo objetivo é subsidiar decisões governamentais;[24]
- Fóruns interconselhos: Mecanismo para o diálogo entre representantes dos conselhos e comissões de políticas públicas, no intuito de acompanhar as políticas públicas e os programas governamentais, formulando recomendações para aprimorar sua intersetorialidade e transversalidade;[24]
- Consultas públicas: Mecanismo participativo, a se realizar em prazo definido, de caráter consultivo, aberto a qualquer interessado, que visa a receber contribuições por escrito da sociedade civil sobre determinado assunto, na forma definida no seu ato de convocação;[24]
- Conferências Nacionais: Instância periódica de debate, de formulação e de avaliação sobre temas específicos e de interesse público, com a participação de representantes do governo e da sociedade civil, podendo contemplar etapas estaduais, distrital, municipais ou regionais, para propor diretrizes e ações acerca do tema tratado;[24]
- Ouvidoria pública: Instância de controle e participação social responsável pelo tratamento das reclamações, solicitações, denúncias, sugestões e elogios relativos às políticas e aos serviços públicos, prestados sob qualquer forma ou regime, com vistas ao aprimoramento da gestão pública;[24]
- Mesas de diálogo: Mecanismo de debate e de negociação com a participação dos setores da sociedade civil e do governo diretamente envolvidos no intuito de prevenir, mediar e solucionar conflitos sociais;[24]
- Ambientes virtuais de participação social: Mecanismo de interação social que utiliza tecnologias de informação e de comunicação, em especial a internet, para promover o diálogo entre administração pública federal e sociedade civil.[24]

#### Nos estados brasileiros
Todos os estados brasileiros incorporam o direito de iniciativa legislativa. O Amapá, Espírito Santo, Maranhão, Pará, Paraná, Paraíba, Piauí, Rio de Janeiro, Rio Grande do Norte, Santa Catarina, Tocantins e Sergipe o incluem (ou deverão fazê-lo) nas Leis Orgânicas dos Municípios. No Acre, Alagoas, Amapá, Amazonas, Bahia; Ceará, Espírito Santo, Goiás, Minas Gerais, Paraíba, Pará, Pernambuco, Piauí, Río Grande do Sul; Roraima, São Paulo, Sergipe e Santa Catarina a iniciativa legislativa incluí o direito a propor emendas constitucionais. As constituições do Amapá, Ceará, Mato Grosso, Pará, Paraná, Sergipe, Rio de Janeiro, Rio Grande do Norte, Rio Grande do Sul e Santa Catarina contém artigos específicos que estabelecem os mecanismos de Iniciativa, Referendo, e Plebiscito como formas de expressão popular; embora apenas as constituições do Mato Grosso, Pará, Rio de Janeiro, Rio Grande do Sul e Sergipe especifiquem seus alcances e limites, detalhadamente, em artigos específicos. A maioria desses mecanismos foi aprovada entre 1989 e 1990.

#### Nas cidades brasileiras
Várias cidades brasileiras têm desenvolvido formas de participação popular ativa na vida do município, especialmente com a prática de Orçamento Participativo, como é o caso de Porto Alegre, Recife, Belo Horizonte, Suzano, Contagem, Ribeirão Preto, entre outras.

### Chile
O Chile não possui nenhum tipo de iniciativa popular a nível nacional. Várias organizações e políticos advogam a incorporação de mecanismos de democracia direta à constituição chilena.

### Equador
A constituição de 1967 do Equador já previa a realização de plebiscitos em várias circunstâncias, tais como reformas constitucionais proposta pelo Poder Executivo que fosse derrotada no Poder Legislativo, reformas aprovadas pelo Poder Legislativo com as quais o Poder Executivo estivesse em desacordo, total ou parcial, projetos de lei de importância fundamental para o progresso do país, decisões de transcendetal importância para os interesses da nação, e outros. As constituições subsequentes ampliaram as possibilidades de consulta popular e a atual constituição (1998) prevê a figura revogatória de mandato ("recall").

### Peru
No Peru os referendos tornaram-se obrigatórios, desde 1993, para alterações na constituição, exceto se uma reforma constitucional for aprovada no Congresso por duas legislaturas consecutivas, e obtenha, em cada caso, uma votação favorável superior a dois terços do número legal de congressistas (maioria qualificada). Os mecanismos de democracia direta incluídos na constituição do Peru são bem mais limitados que os da constituição venezuelana, e não podem ser vistos como instrumentos que promovam a participação dos cidadãos nas decisões políticas, mas apenas como instrumentos criados para conter o poder dos partidos políticos e, em especial, do parlamento.

### Uruguai
O Uruguai é o país latino-americano que tem a maior e mais antiga experiência com instrumentos da democracia direta, tendo incorporado seus mecanismos pela primeira vez em 1934, e posteriormente os ampliou e melhorou. O plebiscito uruguaio de 1989, que deteve os julgamentos contra militares acusados de violar direitos humanos, foi considerado muito importante, e a partir dessa experiência, iniciou-se uma etapa "contestatória" de referendos sendo convocados para impedir privatizações, ou para frear uma redução nas aposentadorias.
Até os anos 90, os plebiscitos no Uruguai eram utilizados pelos partidos políticos para dirimir suas diferenças, inclusive diferenças intrapartidárias. Isso mudou, e agora os políticos uruguaios só costumam aderir a essas consultas depois do tema ter sido lançado pelos movimentos sociais.
Os cidadãos uruguaios têm o poder de iniciativa para convocar reformas constitucionais, sendo para isso requeridos 10% de assinaturas dos eleitores. Em 2000 foi aprovada a lei n° 17/244, que incorporou à constituição uruguaia um interessante processo em duas etapas, pelo qual os cidadãos uruguaios, reunindo 2% de assinaturas dentre os eleitores, podem, durante os 150 dias contados da publicação de uma nova lei, interpor recurso de veto a essa lei. Se votarem a favor dessa interposição pelo menos 25% dos eleitores, uma consulta popular será convocada, para aprovar ou derrubar a referida lei.

### Venezuela
A constituição venezuelana é a única na América Latina que prevê a possibilidade da revogação do mandato presidencial, o chamado "recall", e é uma das poucas que inclui a obrigatoriedade de submeter a referendo cada emenda ou reforma constitucional, sendo a menos restritiva para fixar o número de votos necessários para introduzir mudanças.
Os venezuelanos podem convocar um referendo consultivo em matérias de especial transcendência nacional, mediante abaixo-assinado por 10% dos eleitores. O referendo contra leis e decretos propostas pelo presidente pode também ser solicitado por 10% dos eleitores. Para que os resultados de um referendo sejam válidos devem nele votar pelos menos 40% dos eleitores inscritos (quorum). Não podem ser submetidas a referendo matérias relativas ao orçamento, aos impostos, ao crédito público e à anistia; bem como as leis que protejam, garantam, ou ampliem os direitos humanos. A constituição venezuelana permite a revogação de mandato em todos os cargos e magistraturas eleitas, inclusive do presidente da república, pela solicitação de um número não inferior a 20% dos eleitores inscritos na circunscrição correspondente. A revogação de mandato se dará se o número dos que votarem pela revogação for superior aos votos obtidos pelo eleito na sua eleição original, sendo necessário um quorum mínimo de 25% de participação.
Os cidadãos venezuelanos têm direito de iniciativa legislativa e popular (0,1%). Também podem promover uma reforma constitucional mediante abaixo-assinado por 15% dos eleitores inscritos.

## Argumentos a favor da democracia direta
Além do crescente desencanto com os políticos profissionais, na democracia representativa a opinião do Povo só é consultada uma vez a cada quatro anos. E após serem eleitos, os políticos tradicionais podem agir praticamente como bem entenderem, até a próxima eleição.
Essa separação em castas de governantes e governados faz com que os políticos estejam mais atentos às suas próprias vontades e vontades de outros poderes que não aquele que emana da eleição popular, como por exemplo o econômico. O político ocupa uma posição que foi criada pela delegação de um poder que não lhe pertence de fato, mas apenas de direito. Entretanto, ele age como se o poder delegado fosse dele, e não do eleitor. Isso torna sua vontade suscetível a todo tipo de fisiologismo e negociata das quais ele possa extrair mais poder, seja em forma de aliados políticos ou em forma de capital.
O fim da casta de políticos tornaria o jogo político-social mais intenso, com discussões verdadeiramente produtivas mobilizando a sociedade, pois atribuiria ao voto um valor inestimável, uma vez que pela vontade do povo questões de interesse próprio seriam decididas (imaginem o fervor que surgiria nas semanas que antecederiam uma votação a favor ou contra o aumento do salário mínimo, ou para cortes na previdência pública).
Os instrumentos de democracia semidireta, como são entendidos atualmente, resultam não só de construções políticos-processuais. Ultrapassam as limitações formais ou os institutos como o plebiscito e referendo, ou os aspectos materiais que se prendem às formas de sua execução — na realidade decisões democráticas podem ser obtidas seja pelo medieval sistema de levantar mãos suíço (Landsgemeinde), ou pela mais atualizada técnica eletrônica digital — mas exigem, como pressuposto para poder se realizar, uma formação social consistente, em toda sua complexidade, que aja como um mecanismo indutor e controlador, criando meios de freios e contrapesos, de accountability, nessa forma democrática de exercício da cidadania, fora do tripé dos três Poderes constituídos.
O então deputado federal Aécio Neves, que criou uma comissão parlamentar para estudar esse assunto, declarou:
"Quando assumi o compromisso de criá-la, ainda como candidato à Presidência da Câmara, guiava-me por um mandamento não escrito e só ignorado pelos autoritários: o de que, muitas vezes os representados estão à frente de seus representantes. Inspirou-me, também, a lição histórica de que, aprisionada em suas rotinas e divorciada da vontade popular, a representação parlamentar serve ao esvaziamento da política, à descrença em seus atores e, por decorrência, ao enfraquecimento da democracia” (GARCIA, 2001, p. 15).

## Argumentos contra a democracia direta
- argumento do o poder é para os especialistas: a maior objeção contra a democracia direta é de que o público em geral teria posições fracas demais para julgar ações apropriadas para o governo. O público não seria tão interessado ou informado como os representantes eleitos A maioria da população teria apenas um conhecimento superficial dos acontecimentos políticos. Em um referendo, questões que costumam ser complexas e tem como alternativas de voto apenas um “sim” ou “não”, os votantes poderiam escolher políticas incoerentes: por exemplo, a maioria poderia votar a favor de uma severa redução de impostos, e depois essa mesma votaria a favor de um grande aumento de orçamento para a educação pública, sem a consciência dos problemas econômicos que isso acarretaria. Na Suíça, que tem mais de um século de experiência no uso de plebiscitos e referendos, esse problema foi resolvido fazendo consultas que permitem múltiplas respostas, e não apenas "sim" ou "não".
- argumento do complicado e caro: outro argumento muito utilizado pelos opositores da democracia direta seria o de que as decisões por referendo seriam lentas e muito caras; por quase um século isso serviu para justificar por que esse sistema funciona bem na Suíça, mas não poderia funcionar num país de dimensões continentais. Com as modernas tecnologias eletrônicas de comunicação e de informação esse argumento perdeu muito de sua substância; além de implicar o estabelecimento de um "preço" para o aperfeiçoamento democrático.
- argumento do o poder é para os poucos: também se acredita que a democracia direta funcione bem apenas em pequenas populações. Comunidades maiores seriam complexas demais para a democracia direta funcionar com eficiência.
- argumento do a maioria é burra: também se alega que a democracia direta pode causar a "tirania da maioria", ou seja, a maior parte da população poderia suprimir direitos de uma minoria. Por exemplo: um povo em que a maioria das pessoas são racistas poderia decidir pelo extermínio de uma minoria racial. Para reduzir a probabilidade disto acontecer alguns defendem a “democracia semidireta”, tal como a que vigora na Suíça desde o final do século XIX, em que algumas leis fundamentais (cláusulas pétreas) jamais poderão ser mudadas, o que protege as minorias de uma eventual decisão tirana imposta pela maioria.
- argumento do perigo totalitário: alega-se que há o risco dos plebiscitos e referendos serem usados de maneira perversa (como ocorreu em Portugal em 1933), prestando-se a sancionar um regime autoritário (Salazar). A adoção de modernas salvaguardas constitucionais adequadas impede que isso possa ocorrer.

## Democracia na era digital
A tecnologia digital possibilitou a construção de incontáveis redes digitais computadorizadas que viabilizam o voto direto e diário.
Por exemplo, através da rede TCP/IP, qualquer cidadão com acesso à internet poderia votar. Entretanto, mesmo que seja relativamente fácil colocar os mais longínqüos pontos da Terra em conexão permanente com a internet, é necessário um grande investimento de capital para que isso ocorra. O acesso à internet está disseminado em locais como instituições de ensino, repartições públicas, companhias privadas, agências de notícias e bibliotecas, porém são relativamente poucos os cidadãos com acesso caseiro (14,1 milhões no Brasil em março de 2006, contra os quase 126 milhões de eleitores que votaram nas últimas eleições).
Uma forma simples de resolver este problema seria a utilização de redes digitais já existentes e mais abrangentes, como por exemplo as lotéricas (atualmente, no Brasil, é possível enviar diversos tipos de informação ao aparato governamental via lotéricas, como a declaração de isenção do imposto de renda). Outra alternativa viável seria o voto pelo telefone.
Estas formas de votação têm em comum um ponto fraco: a autenticação. Seria necessário a criação de meios de autenticação suficientemente seguros para viabilizar esta televotação, ou votação descentralizada. Atualmente, no Brasil, a autenticação do voto é feita por meio da assinatura, um método falho e bem pouco sofisticado — mas já estão sendo feitas experiências com leitores biométricos instalados junto às urnas eletrônicas.

### Democracia da era digital já em operação

#### Suécia
Na Suécia um projeto denominado Democracy Experiment, ou DEMOEX, já desenvolveu a tecnologia de computação, e o software para votações através da internet, que está em operação experimental na cidade de Vallentuna, um subúrbio de Estocolmo. Também é usada pelo The World Parliament Experiment.
Os primeiros anos das atividades do DEMOEX foram avaliados pela Universidade Mitthögskolan, na Suécia, num ensaio (em sueco) sob o título Flexible representation by use of delegated voting — a case study of practical use, elaborado por Karin Ottesen, 2003.

#### Itália
Na Itália já opera o projeto Listapartecipata, que tem como seu lema "O controle do governo nas mãos do Povo (e não somente no dia das eleições)", e cujos princípios são muito similares ao Demoex.

### Propostas de implantação de democracia direta, digital ou não, no Brasil
A Câmara dos Deputados do Congresso Brasileiro conta com uma comissão permanente denominada CLP — Comissão de Legislação Participativa, cuja função precípua é incrementar a participação popular na vida do legislativo brasileiro. A CLP desenvolve seu trabalho elaborando projetos de lei que podem nascer de propostas enviadas por qualquer cidadão brasileiro, sendo reunidas estas propostas no Banco de Ideias da CLP. Os membros da CLP e do próprio Congresso estão ainda constantemente sendo bombardeados com ideias de democracia direta divulgadas em páginas da internet, tais como democraciadireta.org e MDD-BrasiL.